# Єлизаветинська Біблія
Єлизаветинська Біблія — назва перекладу Біблії церковнослов'янською мовою, виданого у 1751 році за часів правління Єлизавети Петрівни (від її імені переклад і отримав свою назву). Єлизаветинська Біблія з незначними правками до теперішнього часу використовується як авторизований для богослужіння текст у деяких парафіях Російської православної церкви.

## Видання Єлизаветинської Біблії
18 грудня 1751 року Єлизаветинська Біблія була надрукована. Всі зміни, внесені при виправленні перекладу, були обговорені, примітки до тексту склали окремий том, практично рівний за обсягом тексту самої Біблії. Перший тираж швидко розійшовся, і в 1756 році вийшло його друге видання з додатковими примітками на полях і гравюрами, в якому ієромонах Гедеон (Слонимский) виправив помилки та друкарські помилки першого видання.
Участь у підготовці перекладу та випуску Єлизаветинської Біблії брав видатний випускник Києво-Могилянської академії, член Синоду — архієпископ Симон, законовчитель Петра III та Катерини II.
Надалі православна церква продовжила використовувати в богослужінні Єлизаветинську Біблію, внесши в неї лише деякі несуттєві зміни.